# القضاء الإماراتي
يعمل النظام القضائي في دولة الإمارات ضمن إطار ثنائي يشمل القضاء المحلي والقضاء الاتحادي، فهو بذلك ينفرد عن غيره من الأنظمة القضائية في العالم العربي. وتنظم المواد الدستورية من المادة 94 إلى 109 العلاقة بين هذين النظامين، حيث تشرح الأصول الكلية لهذه العلاقة، بينما ترك بيان تفصيلاتها للقضاء المحلي دون أن يخالف أو يتعارض مع المبادئ الكلية التي وضعها الدستور.
توجد في جميع إمارات الدولة محاكم ابتدائية ومحاكم استئنافية، اتحادية أو محلية، فضلاً عن المحاكم الشرعية التي تنظر في قضايا الأحوال الشخصية، مثل الزواج والطلاق والميراث وغيرها. وتعد الشريعة الإسلامية التي تستنبط أحكامها وقوانينها من الكتاب والسُنة المصدر الرئيس للتشريع في دولة الإمارات.
ينص دستور دولة الإمارات على أن الجميع، بصرف النظر عن أعراقهم وجنسياتهم ومعتقداتهم الدينية ومكانتهم الاجتماعية، متساوون أمام القانون. كما يكفل حقوق الإنسان ويحظر التعذيب والمعاملة المهينة للكرامة بمختلف أشكالها وإلقاء القبض والتفتيش والحجز والحبس ودخول المنازل من دون إذن أصحابها إلا وفقاً لأحكام القانون.

## القضاء في دستور الدولة
أقر المجلس الوطني الاتحادي والمجلس الأعلى للاتحاد في عام 1996 تعديل الدستور المؤقت لدولة الإمارات العربية المتحدة الذي جرى صياغته مع تأسيس الاتحاد في العام 1971، وجعله دستوراً دائماً.
وينص دستور دولة الإمارات العربية المتحدة على المساواة والعدالة الاجتماعية، وتكافؤ الفرص لجميع المواطنين، ويؤكد أن جميع الأفراد لدى القانون سواء، ولا تمييز بسبب الأصل أو الموطن أو العقيدة الدينية أو المركز الاجتماعي.
ويكفل الدستور الحرية الشخصية للجميع، وأنه لا يجوز القبض على أحد وتفتيشه أو حجزه أو حبسه إلا وفق أحكام القانون. ولا يعرض أي إنسان للتعذيب أو المعاملة الحاطة بالكرامة. كما يشدد دستور الدولة على استقلالية القضاء، وأن القضاة مستقلون لا سلطان عليهم في أداء واجبهم لغير القانون وضمائرهم.